# Ящерино
Я́щерино (рос. Ящерино, чув. Пĕчченхыр) — присілок у складі Маріїнсько-Посадського району Чувашії, Росія. Входить до складу Сутчевського сільського поселення.
Населення — 321 особа (2010; 325 у 2002).
Національний склад:
- чуваші — 97 %